# Mons Reipublicae Polonae
Mons Reipublicae Polonae (Góra Rzeczypospolitej Polskiej) – akwarela anonimowego autora z 1578, przedstawiająca za pomocą alegorii ówczesny stan Rzeczypospolitej.

## Opis obrazu
Obraz został namalowany techniką akwarelową na pergaminie o wymiarach 23,5 na 34 cm, napisy na nim wykonano piórem. Inspiracją dla nieznanego autora był utwór Jana Dymitra Solikowskiego Facies perturbatae et afflictae Reipublicae Polonae... wydany w roku 1564. Tytuł kompozycji Mons Reipublicae Polonae (Góra Rzeczypospolitej Polskiej) oraz data 1578. 26 Dece (26 grudnia 1578) umieszczony został na tablicy u dołu obrazu.
Po prawej stronie kompozycji ukazany został wóz z regaliami (berłem, koroną, jabłkiem) oraz ogromnym kamieniem, ciągnięty przez dwa konie w stronę położonego na szczycie góry Zamku Szczęśliwości (Arx felicitatis). Kamień symbolizuje grzech (Peccatum), a brama zamku, jak wskazują zapisane na niej słowa, zamknięta jest przez Gniew Boży (Ira Dei). Każdy z koni biegnie w innym kierunku, toteż, jak informuje napis po lewej stronie od kół wozu, porusza się on wolniej od ukazanego po jego lewej stronie żółwia (Testudine tardis). Wóz jest alegorycznym przedstawieniem państwa polskiego, które z trudem stara się o poprawę swojej sytuacji. Problemy Rzeczypospolitej symbolizują trzy nadbiegające do wozu zwierzęta: lis, wyobrażający udawaną przyjaźń (Amicitas simulate), wilk, symbol wewnętrznych konfliktów (Odium intestinum) oraz niedźwiedź, obraz jawnych nieprzyjaciół (Inimicitiae apertae).
Po drugiej stronie zbocza widoczny jest drugi wóz, również zaprzężony w dwa konie, który zmierza do otwartej paszczy Lewiatana – symbolu upadku i zguby. Jest to obraz Rzeczypospolitej chylącej się ku upadkowi (Res nostrae ruentes), czego przyczyną jest, jak głosi napis na akwareli, lekkomyślność osób prywatnych, które też na wozie się znajdują (Temeritas privatorum). Obok wozu biegnie tygrys; jak głosi napis, wóz stacza się ku przepaści szybciej, niż porusza się zwierzę (Tigrida velocius).
Spadający z góry wóz trzyma i stara się osadzić na miejscu Stefan Batory, przedstawiony w czerwonym płaszczu i w koronie; dla którego wiezione były insygnia królewskie. Na odwrocie obrazu namalowany jest puchar z napisami wskazującymi zalety i przymioty, którymi powinni cechować się obywatele Rzeczypospolitej.
Obraz od 1954 znajduje się w zbiorach Muzeum Narodowego w Warszawie.